# 納爾斯伯勒
納爾斯伯勒（Knaresborough）是英格蘭北約克郡的一個城鎮和民政教區，也是一個溫泉療養城市。當地的地標有納爾斯伯勒城堡。2011年納爾斯伯勒有人口15,441人。